# 張維楨 (上海人)
張維楨（1898年6月3日—1997年3月），字薇貞。江蘇省上海縣人，中华民国政治人物。民國37年（1948年）在江蘇省婦女選區當選第一屆立法委員。羅家倫夫人。

## 生平
上海張鈞丞先生之女，滬江大學政治系畢業，密西根大學政治學畢業，歷任中央宣傳部國際宣傳科總幹事，三民主義青年團中央團部女青年處處長，曾任金陵女子文理學院教授、太平洋國際婦女慰勞協會及中國婦女慰勞總會常委、兒童保育會常委。1940年12月，任第二屆國民參政會參政員。1942年7月，任第三屆國民參政會參政員。1945年4月，任第四屆國民參政會參政員。1951年辭立法委員。之後隨羅家倫定居臺灣臺北市，1969年羅家倫病逝，1971年移居美國與女兒羅久芳夫婦同住，期間於1976年、1996年將羅家倫收藏之文物珍品捐給國立故宮博物院，1997年於美國過世。